# Ковёр со стихами Саади
Ковёр со стихами Саади (перс. قالی‌ تزئین شده با اشعار سعدی‎) находится в Нью-Йорке, в штаб-квартире Организации Объединённых Наций. Ковёр был подарен ООН в 2005 году, был передан постоянным представителем и послом Исламской Республики Иран доктором Джавадом Зарифом. Общая площадь ковра составляет 25 квадратных метров, на каждый квадратный сантиметр приходится 200 узелков. На ковре из чистого золота[уточнить] вытканы строки из стихотворения персидского поэта Саади Ширази. Отрывок посвящён общечеловеческому единству. Ковёр характеризуется своим уникальным дизайном и способом ткачества вручную.

## История создания
Ковёр создавался на протяжении десяти лет мастером Мохаммадом Сейрафьяном из иранского города Исфахан. В качестве главного украшения для ковра были выбраны строки из произведения «Гулистан», которое было написано персидским поэтом Саади Ширази.
Саади Ширази — персидский поэт и мыслитель (умер в 1291 г.). Он родился в Ширазе, городе на юге Ирана. Саади является одним из наиболее известных персидских средневековых поэтов, чьё творчество пронизано идеей единства всего человечества, а стихотворения поражают глубиной мысли поэта. Наиболее известные произведения Саади Ширази — поэмы «Гулистан» и «Бустан», в которых звучат идеи объединения людей со всего мира, вне зависимости от социальных барьеров и происхождения.

## Текст на ковре
На самом ковре из чистого золота выткан отрывок из поэмы «Гулистан», написанной персидским поэтом Саади Ширази, и его перевод на английский язык. На русском перевод отрывка выглядит так:
«Всё племя Адамово — тело одно,

Из праха единого сотворено.

Коль тела одна только ранена часть,

То телу всему в трепетание впасть.

Над горем людским ты не плакал вовек, —

Так скажут ли люди, что ты человек?»
Сам ковёр находится в зале встреч и переговоров Организации Объединённых Наций. Этот же стихотворный отрывок украшает фронтон здания штаб-квартиры ООН в Нью-Йорке.